# Зоопарк Австралии
Эта статья — об отдельном зоопарке. О других австралийских зоопарках см. категорию «Зоопарки Австралии».

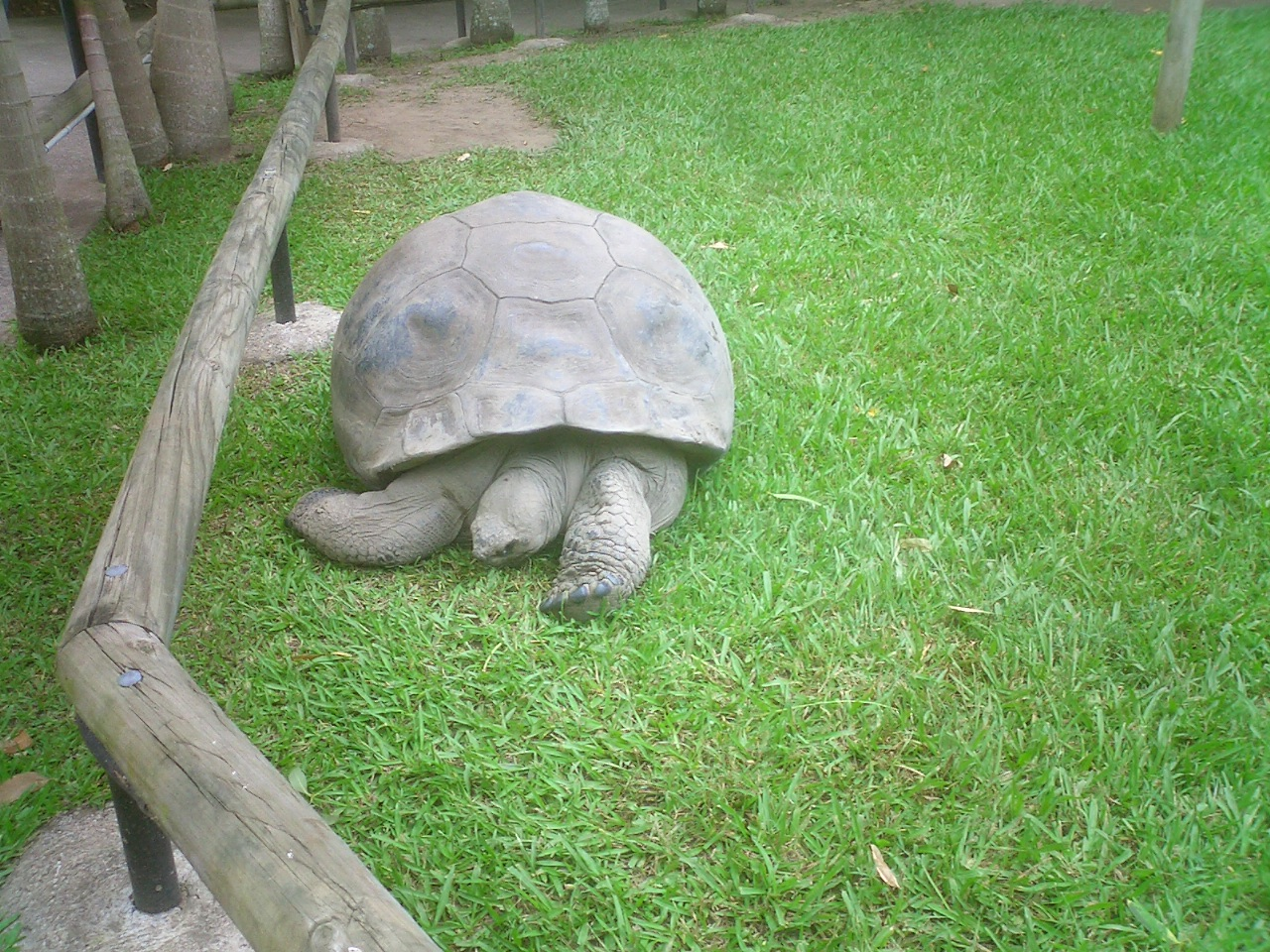
Гариетта

Зоопарк Австралии (англ. Australia Zoo) — зоопарк в городке Бирва, штат Квинсленд, Австралия. Лауреат Австралийской туристической награды в категории «Главная туристическая достопримечательность» (2003—2004). Известен тем, что в нём с 1987 года и до самой своей смерти в 2006 году жила черепаха по имени Гариетта. Она прожила 175 лет, её изучал ещё сам Чарльз Дарвин.

## Описание
Зоопарк площадью 0,4 км² расположен в живописном районе Саншайн-Кост примерно посередине между городками Бирва и Ландсборо и в 16 километрах от океана на высоте 35—40 метров над уровнем моря.

### Павильоны, представления
The Crocoseum (Крокозей)
Центр зоопарка. Стадион вместимостью 5000 человек. На момент открытия был единственным подобным местом, где единовременно выступали крокодилы, змеи и птицы. Самые известные представления — Wildlife Warriors 101 и Summer Down Under.
Africa (Африка)
Открыт 17 сентября 2011 года. Представлены зебры, жирафы, носороги, в будущем появятся черепахи и лемуры. Создан искусственный остров «Мадагаскар».
Tiger Temple (Храм Тигра)
Открыт в апреле 2005 года. Представлены суматранские и бенгальские тигры (11 особей) и 4 гепарда. Павильон прозрачный с двух сторон, есть возможность наблюдать подводную зону.
Elephantasia (Слонофантазия)
Открыт в 2006 году. На площади 4,9 гектара живут три азиатских слона, для которых устроены бассейн с фонтаном и тропический сад. В определённое время посетители могут сами кормить слонов.
South-East Asian Precinct (Юго-Восточная Азия)
Представлены комодские вараны, малые панды, восточные бескоготные выдры, тёмные тигровые питоны.

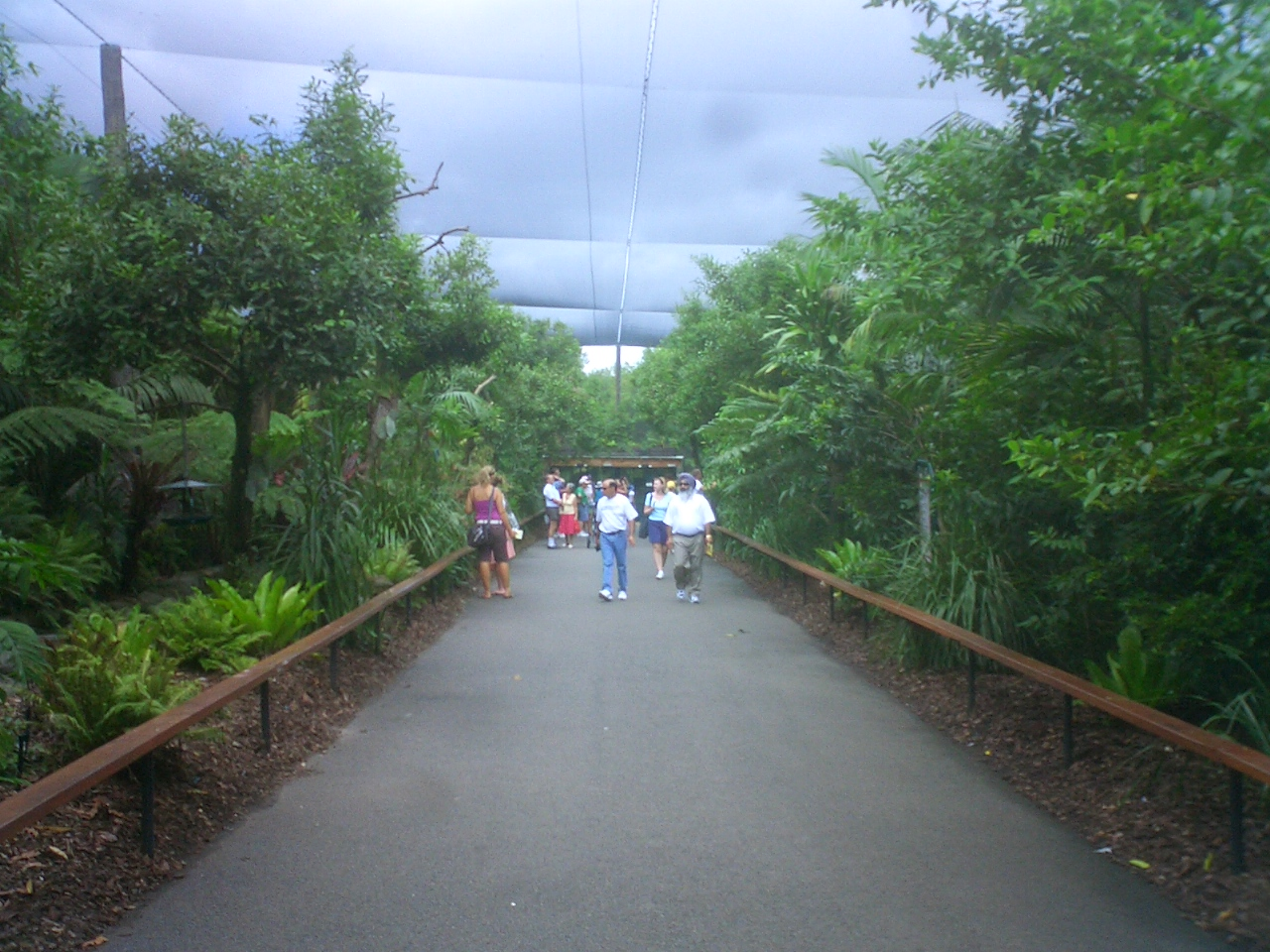
Птичий вольер «Дождевой лес»

Rainforest Aviary (Птичий вольер «Дождевой лес»)
Представлены около 150 птиц, в основном обитатели Австралии.

## История

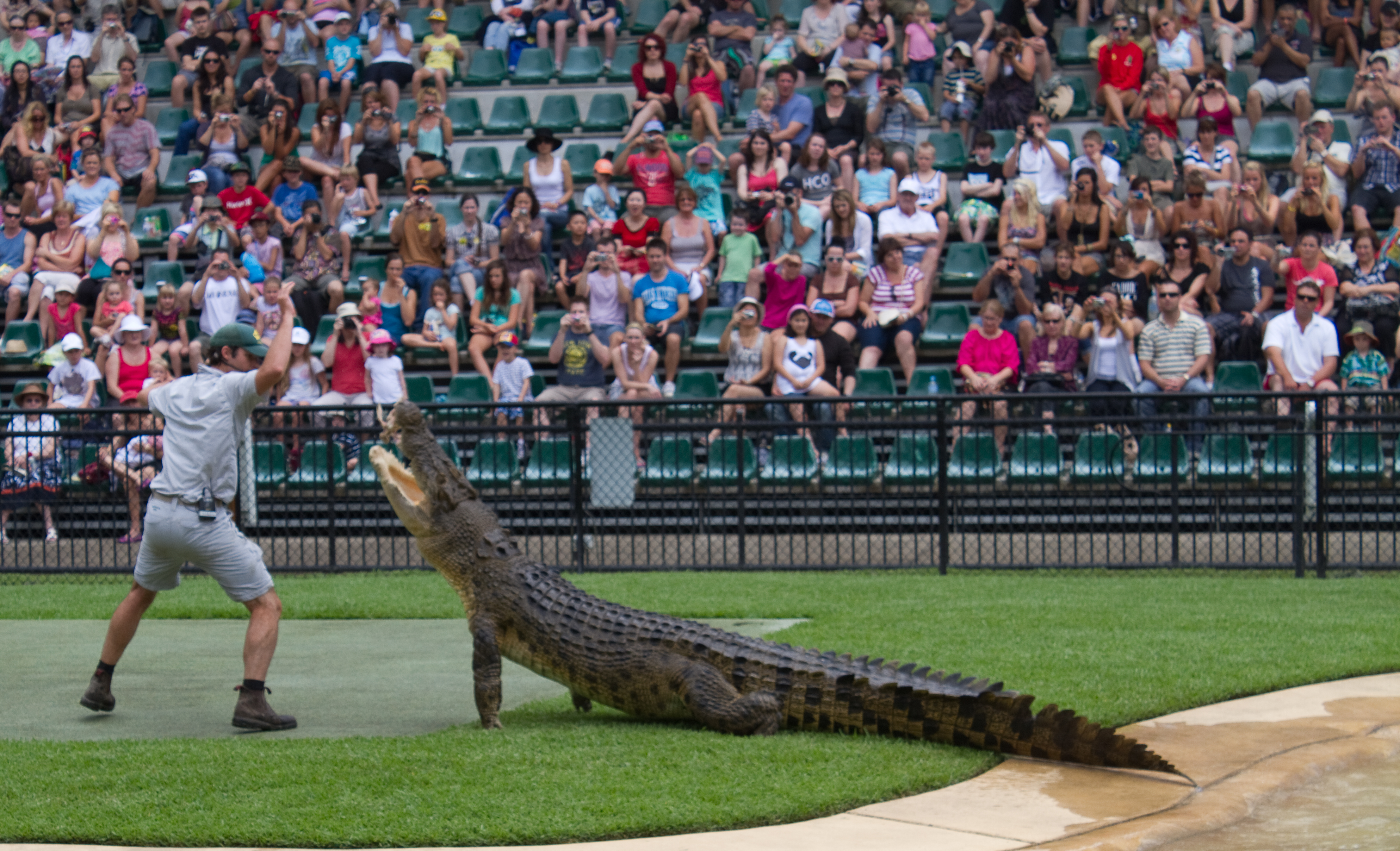
The Crocoseum (Крокозей)

Зоопарк площадью всего 1,6 гектара был открыт 3 июня 1970 года под названием «Парк рептилий Бирвы» Бобом и Линн Ирвинами. Их сын Стив с детства помогал родителям ухаживать за животными, особенно за крокодилами (которых ловил сам) и другими рептилиями.
В 1980 году зоопарк был переименован в «Парк рептилий и фауны Квинсленда», в том же году его площадь удвоилась. В начале 1990-х годов пожилые родители уехали жить в городок Роуздейл, а зоопарк отдали во владение сыну Стиву и его жене Терри, которые изменили название на нынешнее. Стив Ирвин получал хорошие деньги за свои фильмы, и почти все их вкладывал в расширение зоопарка и оборудование новых павильонов. В 2004 году при зоопарке открылась ветеринарная клиника — 25 постоянных сотрудников и более 90 добровольцев обслуживают около 6000 животных в год (2008).
В сентябре 2006 года Стив Ирвин погиб, владелицей зоопарка осталась его вдова Терри. В сентябре 2007 года площадь зоопарка значительно увеличилась: с 28 до нынешних 400 гектаров. К 2008 году обслуживающий персонал зоопарка насчитывал 550 человек. В 2008 году при зоопарке открылась ещё одна ветеринарная клиника стоимостью 5 миллионов долларов, оборудованная обзорным залом для студентов-ветеринаров, аппаратами интенсивной терапии для млекопитающих, птиц и рептилий, аптекой. В том же 2008 году пошли слухи, что хозяйка решила продать свой зоопарк телеканалу Animal Planet с целью создать на этом месте парк развлечений, но сама Терри опровергла это, заявив, что будет не продавать зоопарк, а расширять его. Чтобы убедить общественность, что она не поругалась со свёкром (Бобом Ирвином, владельцем зоопарка с момента основания до начала 1990-х годов) и никуда не уезжает, в 2009 году Терри сменила гражданство с американского на австралийское.

## Инциденты
- В марте 2008 года ветеринарная клиника Australia Zoo Wildlife Hospital была обвинена в жестоком обращении с животными и других нарушения законодательства Австралии (13 эпизодов). Речь шла о коалах, которых не выпускают обратно в дикую природу после прохождения курса реабилитации[11].
- В январе 2009 года бенгальский тигр напал на старшего смотрителя. Тот получил сильные раны, ему наложили 18 швов, тигра перевели в зоосад англ. Shambala Animal Kingdom.
- В марте 2009 года другой тигр напал на другого смотрителя, тот отделался двумя швами и неделей больничного[12].